# قسط أملس
قسط أملس (الاسم العلمي:Costus laevis) هو نوع من النباتات يتبع جنس القسط من الفصيلة القسطية.